# Памятник носу Гоголя (Киев)
Памятник носу с усами, который висел на доме № 34 по Андреевскому спуску в Киеве, с недавних пор переехал на улицу Десятинную, дом 13. Прототипом, скорее всего, является нос писателя Николая Васильевича Гоголя, автора повести «Нос». Установлен в 2006 году. Отлит из бронзы.

## История
Автор скульптуры — Олег Дергачёв. Он создал эскиз и фигурку носа с усами и подарил галерее «Триптих», в которой раньше работал.
Это произведение привлекает толпы людей — каждый третий прохожий «утирает» писателю нос, многие с «носом» фотографируются.
По легенде, именно на Андреевском спуске Н. В. Гоголю в непогожий ноябрьский день при первых признаках насморка и пришла в голову идея повести «Нос», ибо все мысли Николая Васильевича крутились только вокруг его собственного носа. Характерная форма наводит на мысль, что прообразом памятника стал действительно колоритный нос писателя.
Но в повести, как известно, нос принадлежал коллежскому асессору Ковалёву, и прогуливался он не по Андреевскому спуску в Киеве, а по Невскому проспекту в Петербурге, где, кстати, установлен памятник «Нос майора Ковалёва» (Санкт-Петербург. Архитектор В. Б. Бухаев. Скульптор Р. Л. Габриадзе. Установлен в октябре 1995 г. на фасаде дома: Проспект Римского-Корсакова, 11. Гранит розовый. Высота 40 см).